# Der Sturm
Der Sturm (em tradução literal: A Tempestade), foi uma revista de arte e literatura alemã fundada pelo poeta e crítico de arte Herwarth Walden, cobrindo o expressionismo, cubismo, dadá e surrealismo, entre outros movimentos artísticos.
Era publicada semanalmente de 1910 a 1914, mensalmente de 1914 a 1924 e trimestralmente até que deixou de ser publicado em 1932. De 1916 a 1928, foi editada pelo artista e professor da Bauhaus Lothar Schreyer.
A revista foi inspirada na revista literária italiana La Voce, publicada em Florença de 1908 a 1916. Tinha sua atividade literária complementada pela revista Die Aktion.
Em 1912, Walden abriu uma galeria de arte homônima, divulgando em seu primeiro ano o grupo Der Blaue Reiter de Munique e os Futuristas italianos.
Entre seus membros contava com Max Beckman, Lyonel Feininger, Barlach, Oskar Kokoschka e Egon Schiele.
Entre os contribuintes literários estavam Peter Altenberg, Max Brod, Paul Leppin, Richard Dehmel, Alfred Döblin, Anatole France, Knut Hamsun, Arno Holz, Karl Kraus, Selma Lagerlöf, Adolf Loos, Heinrich Mann, Paul Scheart e René Schickele. Der Sturm consistia em peças como dramas expressionistas (como Hermann Essig e August Stramm), portfólios artísticos (Oskar Kokoschka e Curt Stoermer), ensaios de artistas (o Kandinsky Album) e escritos teóricos sobre arte de Herwarth Walden. As publicações mais conhecidas resultantes da revista foram os Sturmbücher. Cartões postais também foram criados com a arte expressionista, cubista e abstrata de Franz Marc, Wassily Kandinsky, Oskar Kokoschka, August Macke, Gabriele Münter, Georg Schrimpf, Maria Uhden, Rudolf Bauer e outros. O termo Sturm foi denominado por Walden para representar a maneira pela qual a arte moderna estava penetrando na Alemanha na época.
Particularmente na época anterior à eclosão da Primeira Guerra Mundial, Der Sturm desempenhou um papel crucial no intercâmbio franco-alemão de artistas expressionistas, o que levou a uma relação especial entre Berlim e Paris. Regularmente, poemas e outros textos de expressionistas de língua francesa e / ou francesa eram publicados (Guillaume Apollinaire, Blaise Cendrars, etc.) Essa relação foi renovada após a guerra, apesar das hostilidades entre os dois países causadas pelos combates.
Der Sturm se destacou de outras revistas de arte da época por incluir a arte criada por mulheres. As exposições organizadas pela revista incluíram obras de Gabriele Münter, Sonia Delaunay, Else Lasker-Schüler, Marianne von Werefkin, Natalia Goncharova, Jacoba van Heemskerck e outros. Antes do fechamento da Galeria em 1932, ela exibia obras de mais de 30 pintoras e escultoras - mais do que qualquer outra galeria da época.
O grupo também criou uma editora de nome "Sturm" e um teatro de nome "Sturm-Bünne".